# Estat Ucraïnès
L'Hetmanat (ucraïnès: Гетьманат o Het'manat), també Atamanat o Estat ucraïnès (Ukrainska Derjava  o Українська держава) va ser una institució política de govern ucraïnesa, amb una curta existència en la història d'Ucraïna. Va ser instaurada, amb el suport de les Potències Centrals, el 28 d'abril de 1918 pels cosacs ucraïnesos i algunes organitzacions militars, després de la desbandada de la Rada Central de la República Popular d'Ucraïna, en el marc de la Primera Guerra Mundial, i es va mantenir fins al 14 de desembre del mateix any.
La figura política destacada va ser el general Pavló Skoropadskyi, que va exercir en forma personal el poder, per sobre de la proclamació teòrica del país com una monarquia.

## Història

### Proclamació del nou règim

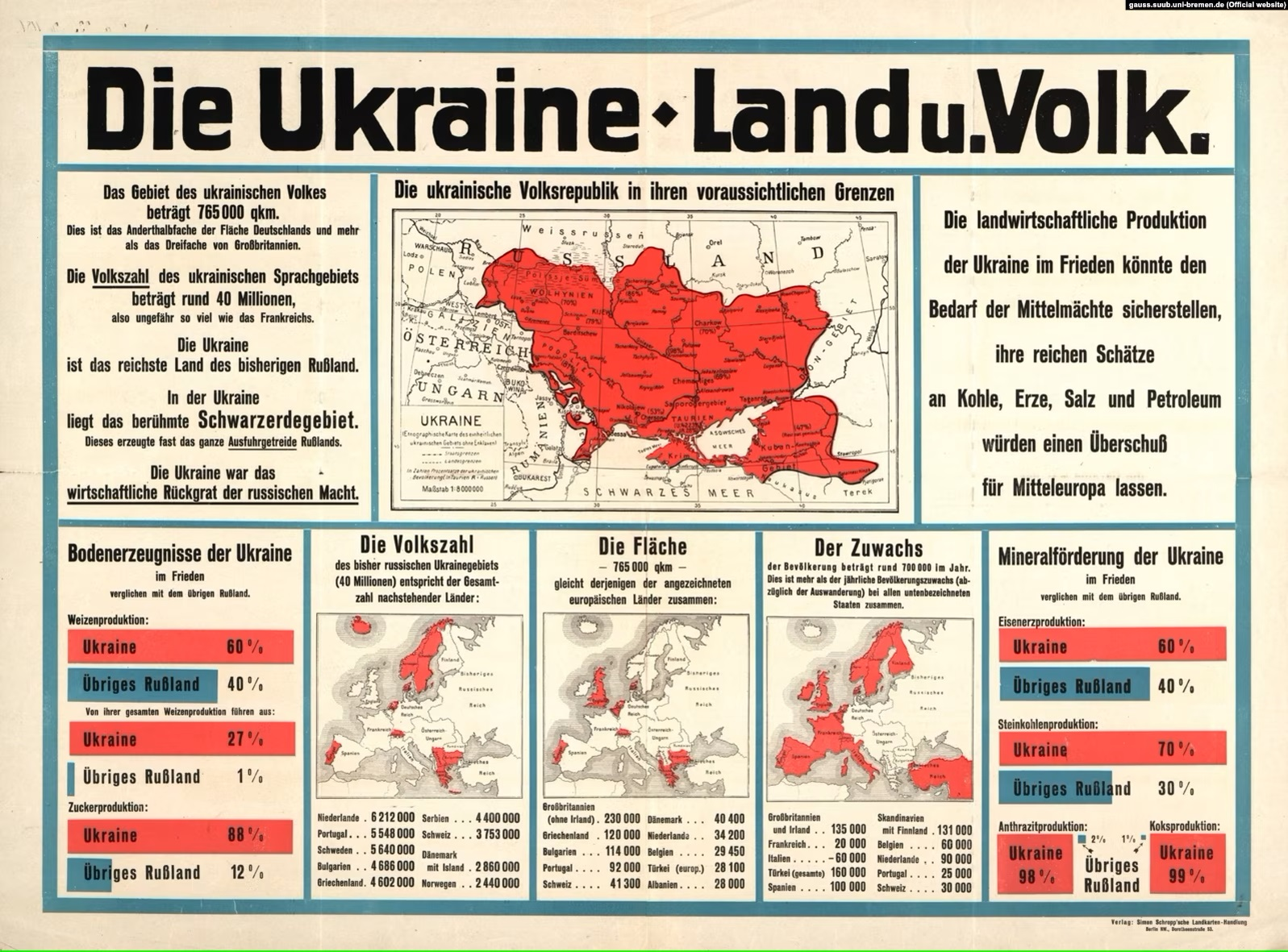
Cartell propagandístic alemany de 1918 sobre les fronteres de l'estat titella d'Ucraïna.

Com que la Rada Central s'havia demostrat incapaç per mantenir l'ordre davant les condicions caòtiques en què es trobava Ucraïna a la primavera de 1918, l'Administració ràpidament va perdre la confiança de la classe social dels terratinents i de la dels empresaris. Igualment, van deixar de confiar en la República Popular d'Ucraïna l'Imperi alemany i l'Imperi Austrohongarès (les Potències Centrals), que en virtut del Tractat de Brest-Litovsk seguien mantenint presència política i militar al territori ucraïnès.
En aquestes condicions, l'abril de 1918 les classes dominants ucraïneses, agrupades en l'organització dretana Ukranskaya Narodna Gromada (Украинская народная громада - Massa Popular Ucraïnesa), van organitzar un cop d'estat, i posaren al capdavant d'aquesta al general Pavló Skoropadskyi. Skoropadskyi era un militar d'idees polítiques conservadores i, acabada la Primera Guerra Mundial, va ser el comandant del primer cos d'exèrcit de l'Exèrcit rus que s'havia ucraïnitzat després de la pau amb els alemanys, I posteriorment passà a ser líder dels Cosacs Lliures com a hetman. El cop es va efectuar mitjançant una proclamació al Congrés de Tots els Ucraïnesos (Всеукраинского съезда) reunit a Kíev, amb 7.000 delegats en representació d'uns 3 milions d'ucraïnesos, que va exigir el cessament de qualsevol experiment de tipus social i va triar Skoropadskyi com a líder.

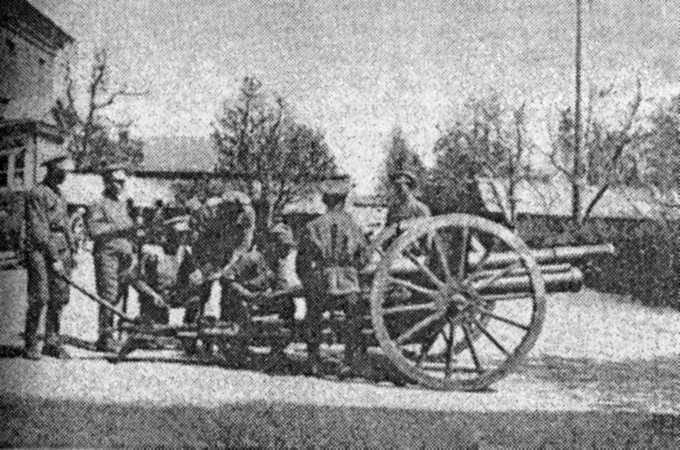
Els Fusellers de la Sitx en combat.

Els Fusellers de la Sitx es van oposar al cop, però van ser dissolts, i quedaren substituïts pels jaquetes blaves (una divisió ucraïnesa anomenada així pel color dels seus uniformes, formada per presoners de guerra que es trobaven en mans d'austríacs i alemanys, capturats a la Primera Guerra Mundial a l'Exèrcit Imperial Rus).
Pel que fa a l'Imperi Austrohongarès i a l'Imperi alemany, les potències que mantenien sota ocupació militar al territori ucraïnès com un protectorat, desitjant sobretot l'estabilitat, van donar la benvinguda al cop d'estat; Skoropadskyi cooperar amb ells, la qual cosa va comportar que es fes impopular a ulls dels pagesos ucraïnesos, a causa de la requisa d'aliments efectuada per alemanys i austrohongaresos per contrarestar el bloqueig a què els sotmetien els Aliats.
Skoropadskyi va denominar el seu nou règim Ukrainska Derjava o Estat Ucraïnès; també és conegut pels historiadors com a Hetmanat o Atamanat.

### Obra de govern

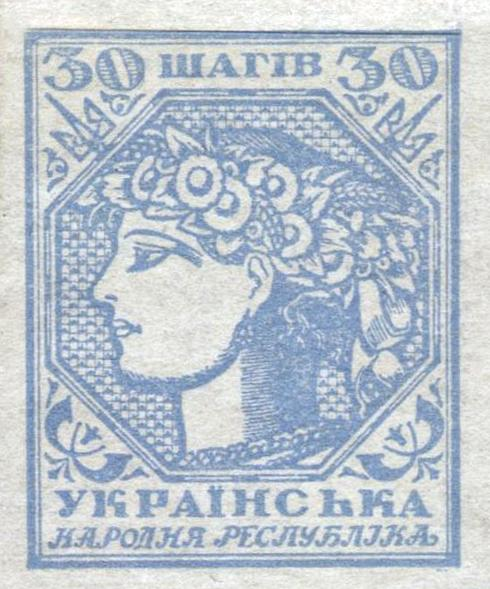
Segell de correus de l'Hetmanat.

Una de les primeres mesures del seu Govern va ser, en paraules de les Garanties per a tot el poble ucraïnès:
| « | El dret a la propietat privada com un fonament de la cultura i la civilització serà totalment restaurat, i totes les disposicions de l'anterior govern ucraïnès, així com del Govern Provisional Rus queden derogades ..... i en el camp financer i econòmic es restableix la llibertat de comerç, empresa privada i iniciativa .... | » |

Posteriorment es van prendre noves mesures que abolien legislacions més progressistes anteriors (com ara l'Acta de la Terra de 31 de gener 1918, aprovada per la Rada Central) i restablien normativa russa anterior a la Revolució. Lògicament, les mesures preses responien al suport dels sostenidors polítics del nou règim, el Partit Democràtic Hlevorobsk Ucraïnès (Украинская демократическая хлеборобская партия) i la Unió de Terratinents (Союз земельных собственников).
El nou estat proclamat va mantenir l'escut d'Ucraïna (el Tryzub) i els símbols nacionals ucraïnesos, però va canviar el disseny de la bandera a blau clar sobre groc, invertint la col·locació dels colors en aquesta.
L'Hetmanat es va lliurar a una intensa activitat legislativa, amb més de 500 normes legislatives, que tenien com a objectiu buscar el restabliment de la situació econòmica.
També amb l'objectiu d'assegurar la subsistència del règim, es va optar per un enfortiment de les forces armades, i es va crear un sistema de vuit cossos d'exèrcit, de tipus territorial i de base censatària. en vuit districtes militars: I de Volínia, II de Podíl·lia, III d'Odessa, IV de Kíev, V de Txerníhiv, VI de Poltava, VII de Khàrkiv i VIII de Iekaterinoslav. Nominalment, comptaria amb 54 regiments d'infanteria, 28 de cavalleria, 48 d'artilleria de campanya, 33 d'artilleria a cavall. 74 generals en temps de pau, 14.930 oficials, 2.975 oficials superiors i 291.121 soldats i cosacs, al que caldria afegir les divisions de la Guàrdia i la flota del mar Negre. Així, al desembre de 1918 l'exèrcit ucraïnès de l'Hetmanat superava els 60.000 homes.
Pel que fa a la divisió administrativa del territori de l'Hetmanat, va quedar composta per un total de 9 gubèrnies:
1. Gubèrnia de Volínia (Волынская) - Capital: Jitòmir
2. Gubèrnia d'Ekaterinoslav (Екатеринославская) - Capital: Iekaterinoslav
3. Gubèrnia de Kíev ( Киевская) - Capital: Kíev
4. Gubernia de Podíl·lia (Подольская) - Capital: Kamenets de Podíl·lia
5. Gubèrnia de Poltava (Полтавская) - Capital: Poltava
6. Gubèrnia de Tavria (Таврическая) - Capital: Berdiansk (Només el territori continental, no inclosa la península de Crimea)
7. Gubèrnia de Khàrkiv (Харьковская) - Capital: Khàrkiv
8. Gubèrnia de Kherson (Херсонская) - Capital: Kherson
9. Gubèrnia de Txerníhiv (Черниговская) - Capital: Txerníhiv

Durant el període de govern de l'Hetmanat es van produir matances, tant d'opositors polítics comunistes com de persones de religió jueva. La repressió exercida va enemistar el règim amb alguns oficials superiors, com Volodýmir Sikévytx.

### Problemes de l'Hetmanat

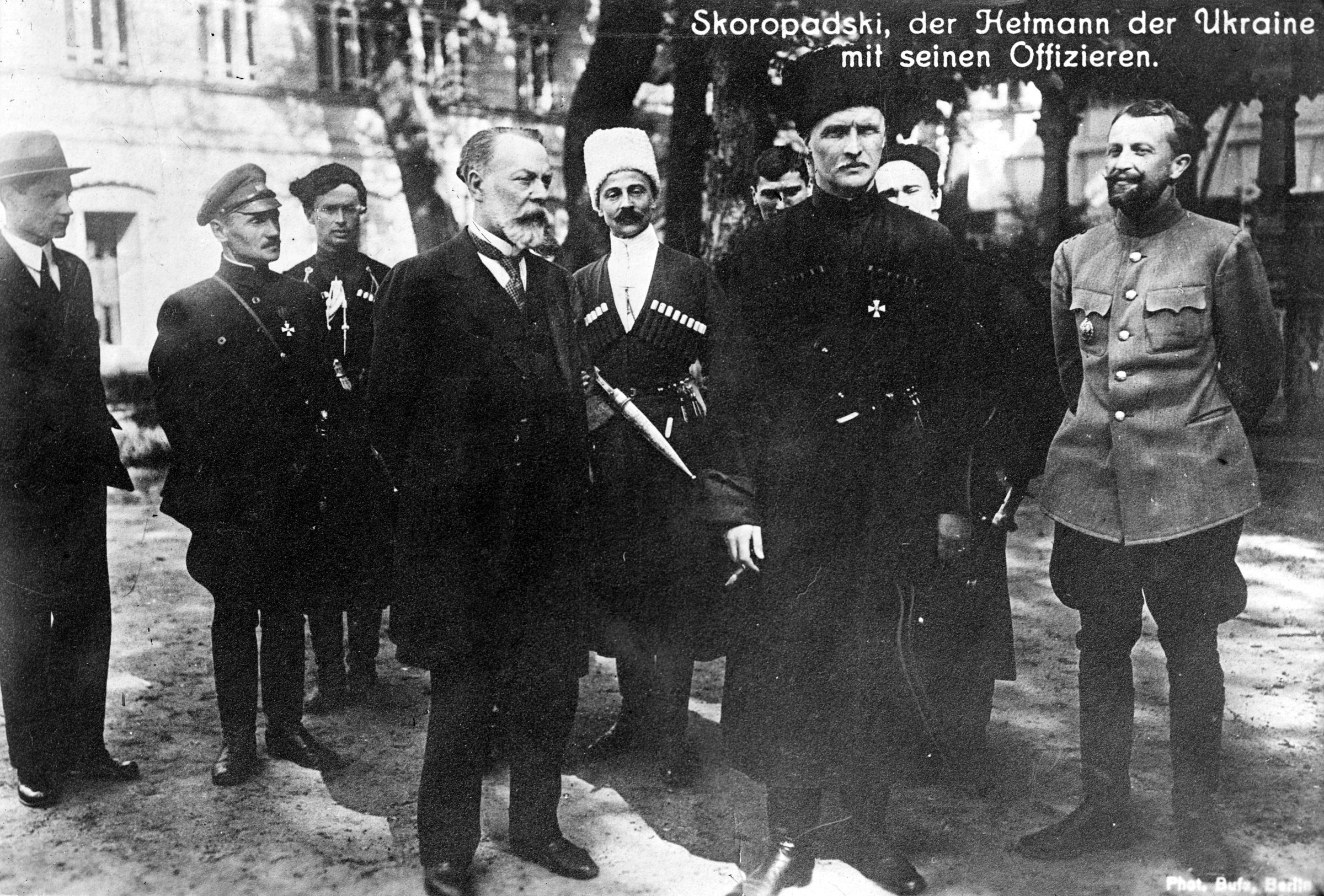
Skoropadsky envoltat pels seus oficials.

No obstant això, la requisa d'aliments i la restitució de la propietat de la terra als terratinents van provocar l'augment de l'oposició interna. Els opositors al règim de Skoropadskyi van actuar mitjançant incendis i altres actes de sabotatge, que van culminar en l'assassinat al juliol de 1918 del mariscal de camp Hermann von Eichhorn, que era el comandant en cap de les tropes alemanyes desplegades a Ucraïna. La coalició anti-Skoropadskyi va forçar aquest a la reforma i del Cos de Fusellers de la Sitx a l'agost de 1918. En aquell moment de la Primera Guerra Mundial, cada cop era més obvi que les Potències Centrals perdrien la guerra, i que Skoropadskyi no se sostindria molt temps en el poder sense l'ajuda que li brindaven aquestes.
Per salvar la situació, Skoropadsky es va dirigir llavors cap als elements conservadors russos de la societat, de manera que, per buscar el seu suport, va proposar una unió en forma de federació amb la Rússia de Denikin el que va erosionar encara més la seva popularitat entre els ucraïnesos.

### Caiguda del règim
Després de l'armistici de l'11 de novembre de 1918, pel qual les Potències Centrals es rendien davant els Aliats, es va formar un organisme rival a Hetmanat, denominat Directori, les forces militars principals del qual eren els Fusellers de la Sitx; els Jaquetes Grises s'uniren també a la revolta. Tot i que les tropes alemanyes i austríaques encara estaven presents a Ucraïna, no tenien interès a ficar-se en aquesta nova guerra. La majoria de les forces de Skoropadskyi es van passar al Directori, veient aquell obligat a recórrer als milers d'oficials russos blancs que havien fugit cap a Ucraïna en un intent d'unir-se a l'Exèrcit Voluntari de  Denikin, que tenia la seva base en la regió del  Don, més cap a l'Est. Van ser incorporades a un cos especial format per oficials russos de l'exèrcit blanc. Denikin era partidari de deixar-los lluitar per Skoropadsky, ja que això contribuiria a l'afebliment dels nacionalistes ucraïnesos, però finalment van ser incapaços de resistir a les tropes del Directori. Per això, al desembre de 1918 els rebels van prendre la ciutat, fent caure el règim de Skoropadsky, que es va veure obligat a partir rumb a l'exili.
Després de l'expulsió de Skoropapdsky per part de les forces insurgents, el Hetmanat va ser reemplaçat pel Directori d'Ucraïna.

## Composició dels governs de l'Hetmanat

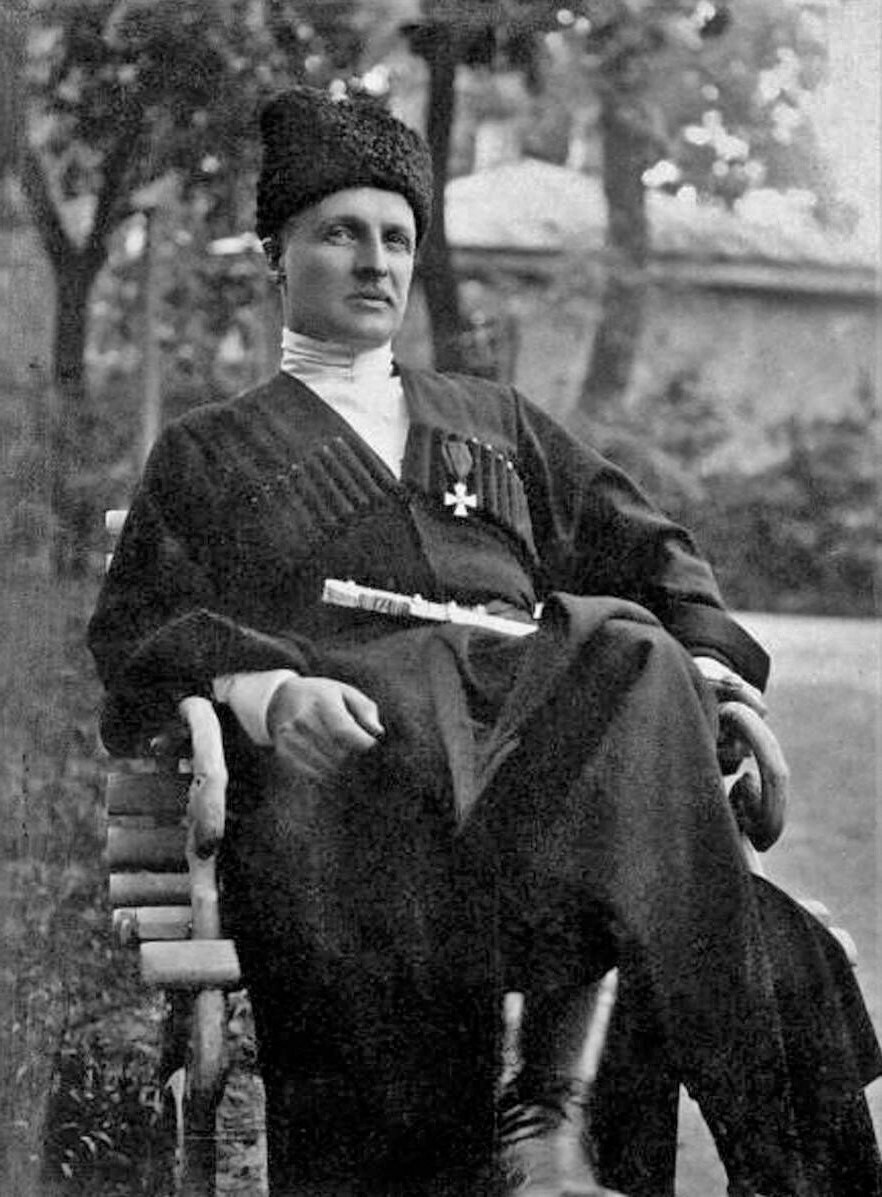
Fotografia de Pavló Skoropadskyi.

Entre el 29 i el 30 d'abril de 1918 Nikolai Nikolàievitx Sajno - Ustimovitx (Николай Николаевич Сахно - Устимович) exerceix com a president del Consell de Ministres en funcions, sense un Govern formal.

### Primer Govern de l'Hetmanat
El primer Govern de l'Hetmanat es va formar el 30 d'abril de 1918, i els ministres en van mantenir en els seus càrrecs fins al 4 de maig de 1918.
- Nikolai Prokorovitx Vassilenko (Николай Прокопович Василенко): President del Consell de Ministres en funcions (Partit Kadet), ministre d'Exteriors i ministre d'Afers Religiosos.
- Maksimov (Максимов (вр.и.о.)): Ministre de Marina.
- Vixnevsky (Вишневский): Ministre de l'Interior.
- A. K. Rjepeysky (Ржепецкий А. К.): Ministre de Finances (partit cadet).
- S. M. Gutnik (Гутник С. М.): Ministre de Comerç (partit cadet).
- Y.M. Wagner (Вагнер Ю. М.): Ministre de Treball.
- V. A. Boutenko (Бутенко В. А.): Ministre de Ferrocarrils.
- I. I. Sokolovski (Соколовский Ю. Ю.): Ministeri d'Alimentació.
- N. P. Txubinsky (Чубинский Н. П.): Ministre de Justícia.
- V. I. Liubinsky (Любинский В. Ю.): Ministre de Salut Pública.
- Gijitsky (Гижицкий): Secretari d'Estat.

### Segon Govern de l'Hetmanat
El segon Govern del Hetmanato va quedar format el 4 de maig de 1918, ocupant els seus càrrecs fins al 24 de novembre de 1918.
- Fedor Andreèvitx Lizogub (Федор Андреевич Лизогуб) - President del Consell de Ministres (" Atamán - Ministre") i Ministre de l'Interior.
- D. Doroixenko (Дорошенко Д.) - Ministre d'Exteriors.
- A. K. Rjepeysky (Ржепецкий А. К.) - Ministre de Finances (partit cadet).
- N. P. Txubinsky (Чубинский Н. П.) - Ministre de Justícia.
- Kolokóltsev (Колокольцев) - Ministre d'Agricultura.
- I. I. Sokolovski (Соколовский Ю. Ю.) - Ministeri d'Alimentació.
- V. A. Boutenko (Бутенко В. А.) - Ministre de Ferrocarrils.
- V. I. Liubinsky (Любинский В. Ю.) - Ministre de Salut Pública.
- A. Rogoza (Рогоза А.) - Ministre de la Guerra.
- Maksímov (Максимов (вр.и.о.)) Ministre de Marina.
- Y.M. Wagner (Вагнер Ю. М.) Ministre de Treball.
- N. P. Vassilenko (Василенко Н. П.) - Ministre d'Afers Religiosos i Ministre d'Educació.
- G. E. Afanàssiev (Афанасьев Г. Е.) - Contralor de l'Estat.
- I. Kistyakovsky i S. Zavadsky (Кистяковский И - Завадский С.) - Secretaris d'Estat.

### Tercer Govern de l'Hetmanat
El tercer Govern del Hetmanat únicament va ocupar els seus càrrecs un dia, el 25 de novembre de 1918.
- Fedor Andreèvitx Lizogub (Федор Андреевич Лизогуб) - President del Consell de Ministres (" Ataman - Ministre").
- A. K. Rjepeysky (Ржепецкий А. К.) - Ministre de Finances (Partit Kadet).
- A. Viazlov (Вязлов А.) - Ministre de Justícia (Partit Socialista Federalista).
- O. Lototsky (Лотоцкий О.) - Ministre d'Afers Religiosos (Partit Socialista Federalista).
- N. Slavinsky (Славинский Н.) - Ministre de Treball (Partit Socialista Federalista).
- V. Leontòvitx (Леонтович В.).

### Quart Govern de l'Hetmanat
Finalment, el quart Govern de l'Hetmanat, que va presidir la seva desaparició, va exercir entre el 24 de novembre i el 14 de desembre de 1918.
- Serguei Nikolàievitx Gerbel (Сергей Николаевич Гербель) - President del Consell de Ministres (" Ataman - Ministre").
- I. Kistyakovsky (Кистяковский И) - Ministre de l'Interior.
- A. K. Rjepeysky (Ржепецкий А. К.) - Ministre de Finances (partit cadet).
- M. Voronóvitx (Воронович М.) - .